# Campeonato Africano de Atletismo de 2010
A 17ª edição do Campeonato Africano de Atletismo foi organizado pela Confederação Africana de Atletismo no período de 28 de julho a 1 de agosto de 2010 no Nyayo Stadium, em Nairóbi, no Quênia. Foram disputadas 44 provas, com a presença de 587 atletas de 46 nacionalidades, sendo quebrados onze recordes do campeonato e um recorde africano. 

## Medalhistas

### Masculino
| Evento                           | Ouro                                                                         | Ouro     | Prata                                                                          | Prata    | Bronze                                                                 | Bronze   |
| -------------------------------- | ---------------------------------------------------------------------------- | -------- | ------------------------------------------------------------------------------ | -------- | ---------------------------------------------------------------------- | -------- |
| 100 metros detalhes              | Ben-Youssef Méité · Costa do Marfim                                          | 10.08    | Abdul Aziz Zakari · Gana                                                       | 10.12    | Simon Magakwe · África do Sul                                          | 10.14    |
| 200 metros detalhes              | Amr Ibrahim Mostafa Seoud · Egito                                            | 20.36    | Ben-Youssef Méité · Costa do Marfim                                            | 20.39    | Simon Magakwe · África do Sul                                          | 20.56    |
| 400 metros detalhes              | Mohamed Khouaja · Líbia                                                      | 44.98    | Rabah Yousif · Sudão                                                           | 45.18    | Gary Kikaya · República Democrática do Congo                           | 45.28    |
| 800 metros detalhes              | David Rudisha · Quênia                                                       | 1:42.84  | Alfred Kirwa Yego · Quênia                                                     | 1:44.85  | Jackson Kivuva · Quênia                                                | 1:45.47  |
| 1 500 metros detalhes            | Asbel Kiprop · Quênia                                                        | 3:36.19  | Amine Laâlou · Marrocos                                                        | 3:36.38  | Mekonnen Gebremedhin · Etiópia                                         | 3:36.65  |
| 5 000 metros detalhes            | Edwin Soi · Quênia                                                           | 13:30.46 | Vincent Yator · Quênia                                                         | 13:30.53 | Mark Kiptoo · Quênia                                                   | 13:32.45 |
| 10 000 metros detalhes           | Wilson Kiprop · Quênia                                                       | 27:32.91 | Moses Kipsiro · Uganda                                                         | 27:33.37 | Geoffrey Mutai · Quênia                                                | 27:33.83 |
| 110 metros barreiras detalhes    | Othmane Hadj Lazib · Argélia                                                 | 13.77    | Selim Nurudeen · Nigéria                                                       | 13.83    | Ruan de Vries · África do Sul                                          | 13.98    |
| 400 metros barreiras detalhes    | L. J. van Zyl · África do Sul                                                | 48.51    | Cornel Fredericks · África do Sul                                              | 48.79    | Mamadou Kasse Hann · Senegal                                           | 49.10    |
| 3 000 metros obstáculos detalhes | Richard Mateelong · Quênia                                                   | 8:23.54  | Ezekiel Kemboi · Quênia                                                        | 8:26.13  | Roba Gary Chubeta · Etiópia                                            | 8:27.15  |
| 4×100 metros estafetas detalhes  | África do Sul · Hannes Dreyer · Simon Magakwe · Lehann Fourie · Thuso Mpuang | 39.12    | Nigéria · Fred Agbaje · Benjamin Adukwu · Ogho-Oghene Egwero · Obinna Metu     | 39.22    | Gana · Emmanuel Kubi · Nana Kofi Sanah · Godwin Hukporti · Aziz Zakari | 39.31    |
| 4×400 metros estafetas detalhes  | Quênia · Geoffrey Ngeno · Vincent Koskei · Julius Kirwa · Mark Mutai         | 3:02.96  | Botswana · Isaac Makwala · Thapelo Ketlogetswe · Pako Seribe · Obakeng Ngwigwa | 3:05.16  | Nigéria · Saul Weigopwa · James Godday · Tobi Ogunmola · Isah Salihu   | 3:06.53  |
| 20 km marcha detalhes            | Hassanine Sebei · Tunísia                                                    | 1:20:36  | David Kimutai Rotich · Quênia                                                  | 1:21:07  | Hichem Medjeber · Argélia                                              | 1:22:53  |
| Salto em altura detalhes         | Kabelo Kgosiemang · Botswana                                                 | 2.19     | Bong Matogno · Camarões                                                        | 2.15     | Fernand Djoumessi · CamarõesMohamed Idris · Sudão                      | 2.15     |
| Salto com vara detalhes          | Hamdi Dhouibi · Tunísia                                                      | 4.70     | Larbi Bouraada · Argélia                                                       | 4.60     | Mourad Souissi · Argélia                                               | 4.40     |
| Salto em distância detalhes      | Godfrey Khotso Mokoena · África do Sul                                       | 8.23     | Ndiss Kaba Badji · Senegal                                                     | 8.10     | Stanley Gbagbeke · Nigéria                                             | 8.06     |
| Salto triplo detalhes            | Tosin Oke · Nigéria                                                          | 17.22    | Hugo Mamba-Schlick · Camarões                                                  | 16.78    | Tumelo Thagane · África do Sul                                         | 16.64    |
| Arremesso de peso detalhes       | Burger Lambrechts · África do Sul                                            | 18.63    | Roelof Potgieter · África do Sul                                               | 18.62    | Orazio Cremona · África do Sul                                         | 18.27    |
| Lançamento de disco detalhes     | Omar Ahmed El Ghazaly · Egito                                                | 59.30    | Yasser Ibrahim Farag · Egito                                                   | 58.71    | Victor Hogan · África do Sul                                           | 58.11    |
| Lançamento de martelo detalhes   | Mohsen Mohamed Anani · Egito                                                 | 74.72    | Chris Harmse · África do Sul                                                   | 72.56    | Mostafa Al-Gamel · Egito                                               | 71.40    |
| Lançamento de dardo detalhes     | Ihab Al Sayed Abdelrahman · Egito                                            | 78.02    | Gerhardus Pienaar · África do Sul                                              | 75.96    | Julius Yego · Quênia                                                   | 74.51    |
| Decatlo detalhes                 | Larbi Bouraada · Argélia                                                     | 8148     | Mourad Souissi · Argélia                                                       | 7818     | Guillaume Thierry · Ilhas Maurícias                                    | 7100     |

### Feminino
| Evento                           | Ouro                                                                         | Ouro      | Prata                                                                                                   | Prata    | Bronze                                                                                | Bronze   |
| -------------------------------- | ---------------------------------------------------------------------------- | --------- | --- | -------- | ------------------------------------------------------------------------------------- | -------- |
| 100 metros detalhes              | Blessing Okagbare · Nigéria                                                  | 11.03     | Ruddy Zang Milama · Gabão                                                                               | 11.15    | Oludamola Osayomi · Nigéria                                                           | 11.22    |
| 200 metros detalhes              | Oludamola Osayomi · Nigéria                                                  | 23.36     | Estie Wittstock · África do Sul                                                                         | 23.50    | Ruddy Zang Milama · Gabão                                                             | 23.59    |
| 400 metros detalhes              | Amantle Montsho · Botswana                                                   | 50.03     | Amy Mbacke Thiam · Senegal                                                                              | 51.32    | Shade Abugan · Nigéria                                                                | 51.63    |
| 800 metros detalhes              | Zahra Bouras · Argélia                                                       | 2:00.22   | Janeth Jepkosgei · Quênia                                                                               | 2:00.50  | Malika Akkaoui · Marrocos                                                             | 2:01.01  |
| 1 500 metros detalhes            | Nancy Jebet Lagat · Quênia                                                   | 4:10.43   | Gelete Burka Bati · Etiópia                                                                             | 4:11.12  | Btissam Lakhouad · Marrocos                                                           | 4:11.81  |
| 5 000 metros detalhes            | Vivian Cheruiyot · Quênia                                                    | 16:18.72  | Meseret Defar · Etiópia                                                                                 | 16:20.54 | Sentayehu Ejigu · Etiópia                                                             | 16:22.32 |
| 10 000 metros detalhes           | Tirunesh Dibaba · Etiópia                                                    | 31:51.39  | Meselech Melkamu · Etiópia                                                                              | 31:55.50 | Linet Masai · Quênia                                                                  | 31:59.36 |
| 100 metros barreiras detalhes    | Seun Adigun · Nigéria                                                        | 13.14     | Gnima Faye · Senegal                                                                                    | 13.67    | Amina Ferguen · Argélia                                                               | 13.87    |
| 400 metros barreiras detalhes    | Hayat Lambarki · Marrocos                                                    | 55.96     | Ajoke Odumosu · Nigéria                                                                                 | 55.97    | Maureen Jelagat Maiyo · Quênia                                                        | 56.74    |
| 3 000 metros obstáculos detalhes | Milcah Chemos Cheywa · Quênia                                                | 9:32.18   | Sofia Assefa · Etiópia                                                                                  | 9:32.58  | Lydiah Rotich · Quênia                                                                | 9:37.32  |
| 4×100 metros estafetas detalhes  | Nigéria · Lawretta Ozoh · Agnes Osazuwa · Damola Osayomi · Blessing Okagbare | 43.45     | Camarões · Fanny Appes Ekanga · Charlotte Mebenga Amombo · Carole Made Kaboud Mebam · Delphine Atangana | 44.90    | Gana · Rosina Amenebede · Elizabeth Amolofo · Beatrice Gyaman · Flings Owusu-Agyapong | 45.40    |
| 4×400 metros estafetas detalhes  | Nigéria · Shade Abugan · Margaret Etim · Bukola Abogunloko · Ajoke Odumosu · | 3:29.26   | Quênia · Grace Miroyo Kidake · Catherine Nandi · Maureen Jelagat Maiyo · Janeth Jepkosgei               | 3:35.12  | Senegal · Ndeye Fatou Soumah · Fatou Diabaye · Marietou Badji · Amy Mbacke Thiam      | 3:35.55  |
| 20 km marcha detalhes            | Grace Wanjiru Njue · Quênia                                                  | 1:34:19 , | Chaima Trabelsi · Tunísia                                                                               | 1:35:33  | Aynalem Eshetu Shefrawe · Etiópia                                                     | 1:41:46  |
| Salto em altura detalhes         | Selloane Tsoaeli · Lesoto                                                    | 1.75      | Lissa Labiche · Seicheles                                                                               | 1.70     | Cherotich Koech · Quênia                                                              | 1.55     |
| Salto com vara detalhes          | Nisrine Dinar · Marrocos                                                     | 3.70      | Laetitia Berthier · Burundi                                                                             | 3.50     | Sinali Alima Outtara · Costa do Marfim                                                | 3.40     |
| Salto em distância detalhes      | Blessing Okagbare · Nigéria                                                  | 6.62      | Comfort Onyali · Nigéria                                                                                | 6.42     | Jamaa Chnaik · Marrocos                                                               | 6.30     |
| Salto triplo detalhes            | Sarah Nambawa · Uganda                                                       | 13.95     | Nkurika Domeke · Nigéria                                                                                | 13.71    | Otonye Iworima · Nigéria                                                              | 13.65    |
| Arremesso de peso detalhes       | Mirian Ibekwe · Nigéria                                                      | 13.67     | Priscilla Isiao · Quênia                                                                                | 13.62    | Doris Ratsimbazafy · Madagáscar                                                       | 13.56    |
| Lançamento de disco detalhes     | Elizna Naude · África do Sul                                                 | 56.74     | Kazai Suzanne Kragbe · Costa do Marfim                                                                  | 55.53    | Sarah Hasseib Dardiri · Egito                                                         | 46.51    |
| Lançamento de martelo detalhes   | Amy Sène · Senegal                                                           | 64.11     | Marwa Hussein · Egito                                                                                   | 62.36    | Florence Ezeh · Togo                                                                  | 57.94    |
| Lançamento de dardo detalhes     | Sunette Viljoen · África do Sul                                              | 63.33     | Justine Robbeson · África do Sul                                                                        | 60.24    | Hana'a Hassan Omar · Egito                                                            | 55.14    |
| Heptatlo detalhes                | Margaret Simpson · Gana                                                      | 6031      | Janet Wienand · África do Sul                                                                           | 5500     | Selloane Tsoaeli · Lesoto                                                             | 5302     |

## Quadro de medalhas
| Ordem | País                           | Medalha de ouro | Medalha de prata | Medalha de bronze | Total |
| ----- | ------------------------------ | --------------- | ---------------- | ----------------- | ----- |
| 1     | Quénia                         | 10              | 7                | 8                 | 25    |
| 2     | Nigéria                        | 8               | 5                | 5                 | 18    |
| 3     | África do Sul                  | 6               | 7                | 6                 | 19    |
| 4     | Egito                          | 4               | 2                | 3                 | 9     |
| 5     | Argélia                        | 3               | 2                | 3                 | 8     |
| 6     | Marrocos                       | 2               | 1                | 3                 | 6     |
| 7     | Botswana                       | 2               | 1                | 0                 | 3     |
| 7     | Tunísia                        | 2               | 1                | 0                 | 3     |
| 9     | Etiópia                        | 1               | 4                | 4                 | 9     |
| 10    | Senegal                        | 1               | 3                | 2                 | 6     |
| 11    | Costa do Marfim                | 1               | 2                | 1                 | 4     |
| 12    | Gana                           | 1               | 1                | 2                 | 4     |
| 13    | Uganda                         | 1               | 1                | 0                 | 2     |
| 14    | Lesoto                         | 1               | 0                | 1                 | 2     |
| 15    | Líbia                          | 1               | 0                | 0                 | 1     |
| 16    | Camarões                       | 0               | 3                | 1                 | 4     |
| 17    | Gabão                          | 0               | 1                | 1                 | 2     |
| 17    | Sudão                          | 0               | 1                | 1                 | 2     |
| 19    | Burundi                        | 0               | 1                | 0                 | 1     |
| 19    | Seicheles                      | 0               | 1                | 0                 | 1     |
| 21    | Madagascar                     | 0               | 0                | 1                 | 1     |
| 21    | Maurícia                       | 0               | 0                | 1                 | 1     |
| 21    | República Democrática do Congo | 0               | 0                | 1                 | 1     |
| 21    | Togo                           | 0               | 0                | 1                 | 1     |
|       | Total                          | 44              | 44               | 45                | 132   |

## Participantes
Um total de 587 atletas de 46 nacionalidades participaram do evento.
- Argélia (16)
- Angola (6)
- Benim (5)
- Botswana (14)
- Burquina Fasso (12)
- Burundi (8)
- Camarões (12)
- Comores (1)
- Costa do Marfim (10)
- República Democrática do Congo (11)
- Djibuti (2)
- Egito (14)
- Guiné Equatorial (2)
- Eritreia (6)
- Etiópia (63)
- Gabão (2)
- Gâmbia (3)
- Gana (14)
- Guiné-Bissau (2)
- Quênia (106)
- Lesoto (2)
- Libéria (5)
- Líbia (3)
- Madagáscar (6)
- Malawi (1)
- Mali (5)
- Ilhas Maurícias (15)
- Marrocos (19)
- Moçambique (5)
- Namíbia (6)
- Nigéria (37)
- República do Congo (7)
- Ruanda (14)
- Senegal (13)
- Seicheles (14)
- Serra Leoa (1)
- Somália (5)
- África do Sul (41)
- Sudão (7)
- Essuatíni (1)
- Tanzânia (21)
- Togo (4)
- Tunísia (7)
- Uganda (27)
- Zâmbia (9)
- Zimbabwe (4)

Legenda
| Recorde mundial       | Recorde mundial (World record)               |                       | Recorde africano                      | Recorde africano (African) |                                           | Q | Classificado por posição (Qualified) |
| Recorde do campeonato | Recorde do campeonato (Championship record)  | Recorde da América    | Recorde da América (Americas)         | q                          | Classificado por melhor tempo (Qualified) |   |                                      |
| Melhor marca do ano   | Melhor marca do ano (World leading)          | Recorde asiático      | Recorde asiático (Asian)              | DNS                        | Não largou (Did not start)                |   |                                      |
| Recorde nacional      | Recorde nacional (National record)           | Recorde europeu       | Recorde europeu (European)            | DNF                        | Não terminou (Did not finish)             |   |                                      |
| Recorde pessoal       | Recorde pessoal do atleta (Personal best)    | Recorde da Oceania    | Recorde da Oceania (Oceania)          | DSQ / DQ                   | Desclassificado (Disqualified)            |   |                                      |
| Recorde da temporada  | Recorde da temporada do atleta (Season best) | Recorde sul-americano | Recorde sul-americano (South America) | NM                         | Sem marca (No mark)                       |   |                                      |